# 北星学園大学
北星学園大学（ほくせいがくえんだいがく、英語: Hokusei Gakuen University、公用語表記: 北星学園大学）は、〒004-8631
北海道札幌市厚別区大谷地西2-3-1に本部を置く日本の私立大学。1887年創立、1962年大学設置。大学の略称は北星、HGUなど。
プロテスタント系のキリスト教主義学校のひとつであり、北星学園大学短期大学部・北星学園女子中学高等学校・北星学園大学附属高等学校・北星学園余市高等学校とは同法人が運営する系列姉妹校にあたる。

## 概要
特色
大学は、文学部・経済学部・社会福祉学部の3学部8学科からなる。キリスト教（プロテスタンティズム）を教育理念とし、その建学の精神や「ミッション・ステートメント」として定める教育の志には、キリスト教聖書の引用（旧約聖書：箴言1章7節、新約聖書：ヨハネによる福音書8章32節）や姿勢が盛り込まれている。
沿革
- 1887年（明治20年）1月15日 - サラ・C・スミス塾が札幌市北1西6に開塾
- 1889年 - スミス女学校として正式認可[2]
- 1894年 - 札幌市北4西1に移転。北星女学校と校名変更
- 1925年 - 聖書・英文・家政専攻科設置
- 1929年 - 札幌市南5西17に新校舎建築移転(後に、南4西17に住居表示変更)
- 1951年 - 北星学園女子短期大学開学 英文科設置
- 1954年 - 短期大学に家政科を設置
- 1962年 - 男女共学の北星学園大学設立、文学部に英文学科、社会福祉学科を設置
- 1964年 - 札幌市白石町大谷地（移転当時の住居表記、現校地）へ新校舎を建築移転
- 1965年 - 経済学部を開設。経済学科を設置
- 1975年 - 短期大学英文科を英文学科に、家政科を家政学科に名称変更
- 1987年 - 経済学部に経営情報学科を設置
- 1989年 - 短期大学家政学科を生活教養学科に名称変更
- 1992年 - 大学院開設　文学研究科社会福祉学専攻（修士課程）設置
- 1996年 - 社会福祉学部を開設 福祉計画学科、福祉臨床学科、福祉心理学科を設置
- 2000年 - 大学院 社会福祉学研究科社会福祉学専攻（修士課程、博士[後期]課程）、心理学専攻（修士課程）設置
- 2001年 - 大学院 文学研究科言語文化コミュニケーション専攻（修士課程）、経済学研究科経済学専攻（修士課程）設置
- 2002年 - 
  - 女子短期大学を北星学園大学短期大学部に改称し男女共学化。同時に、生活教養学科を生活創造学科に名称変更
  - 文学部に心理・応用コミュニケーション学科、経済学部に経済法学科を開設
- 2006年 - 大学院 社会福祉学研究科 心理学専攻を臨床心理学専攻に名称変更
- 2023年4月 -
  - 社会福祉学部に「社会福祉学科」(入学定員120名)の新設を構想[3][4][5]
  - 社会福祉学部社会福祉学科の設置に伴い、同学部の福祉計画学科と福祉臨床学科(各入学定員85名)の2023年4月以降の学生募集停止[3][5]
- 2025年4月 -
  - 社会福祉学部社会福祉学科の3年次編入生(入学定員5名)の募集を開始[3][5]
  - 社会福祉学部福祉計画学科・福祉臨床学科の3年次編入生(各入学定員10名)の募集を停止[3][5]

「学花」「校章」「校歌」
1991年に実施された北星学園大学開学30周年記念事業の一環として制定された。 創立者であるサラ・C・スミスが故郷のニューヨーク州エルマイラから北海道に持ち込んだライラックを「校花」と定めた。「校章」もまたライラックをデザインしたものである。同時に「校歌」も谷川俊太郎作詞、谷川賢作作曲により制定され、歌詞中にもライラックについて言及がされている。

ライラックは札幌市の木とされているが、これはサラ・C・スミスが1890年にエルマイラから札幌に持ち帰ったのが、最初であると言われている。

母樹は北海道大学植物園に受け継がれており、1994年にその一部を再び札幌市中央区南4条校地（女子中学高等学校）に分譲移植して「校花」として保存されている。また大谷地校地（大学・短期大学部）にもライラックが植えられている。
施設等
大学校地総面積は112,726m2、建物総面積は52,746m2。大学内施設はまず正門付近に4階建ての図書館があり、蔵書数は約480,000冊ある。現在あるサークル棟は4階建て・1991年竣工、それ以前は同位置に大学生協棟が建っていた。主に教員のオフィスとして使用される第1研究棟には大学院関連の事務を行う施設が2階部分に設置、連絡通路で繋がる第2研究棟は2002年竣工。

他に学生が授業を受けるA館・B館・C館や事務全般を行うセンター棟など。チャペルでは随時コンサートが行われている。スポーツ施設にフィットネスルームのある体育館がある他、以前建っていた合宿・集会所「暁風寮」は2006年4月に「学生交流会館kirari」として改築され、合宿可能になった。

## 教育および研究
学部・学科
- 文学部
  - 英文学科
  - 心理・応用コミュニケーション学科
- 経済学部
  - 経済学科
  - 経営情報学科
  - 経済法学科
- 社会福祉学部
  - 社会福祉学科
  - 福祉計画学科（～2022年度入学者まで）
  - 福祉臨床学科（～2022年度入学者まで）
  - 心理学科（旧 福祉心理学科）

大学院
- 文学研究科（修士課程）
  - 言語文化コミュニケーション専攻
- 経済学研究科（修士課程）
  - 経済学専攻
- 社会福祉学研究科
  - 社会福祉学専攻（修士課程・博士〔後期〕課程）
  - 臨床心理学専攻（修士課程）

短期大学部
- 英文学科
- 生活創造学科

附属機関
付属施設としてスミス・ミッションセンターが2004年より設置されており、大学専属チャプレン企画・運営の下に大学礼拝をはじめとする各種語学教育、音楽その他イベント活動を実施する。国際教育センターでは学生の留学と他国の留学生の支援を主に行う。北星学園大学はブレズレン大学連盟と単位互換制度を設けており、同連盟に加盟するアメリカ合衆国を中心とした大学間での交換留学が実施されている。
教職課程
- 中学校一種英語（英文学科）
- 中学校一種社会（心理・応用コミュニケーション学科、経済学科、経済法学科、福祉計画学科、福祉臨床学科、社会福祉学科）
- 中学校専修英語（文学研究科）
- 中学校専修社会（経済学研究科、社会福祉学研究科・社会福祉学専攻）
- 高校一種英語（英文学科）
- 高校一種地理歴史（経済学科）
- 高校一種公民（心理・応用コミュニケーション学科、経済学科、経済法学科、福祉計画学科、福祉心理学科、社会福祉学科）
- 高校一種商業（経済学科、経営情報学科）
- 高校一種情報（経営情報学科）
- 高校一種福祉（福祉臨床学科）
- 高校専修英語（文学研究科）
- 高校専修公民（経済学研究科、社会福祉学研究科・臨床心理学専攻）
- 高校専修商業（経済学研究科）
- 養護学校一種（福祉臨床学科、福祉心理学科、社会福祉学科）

## 対外関係
学外提携等
国内の留学・単位互換制度として札幌圏大学・短期大学単位互換協定「Green-Campus」を締結。学生は札幌・江別市内の他大学との単位互換が可能である。北海道外にある大学との相互交流協定も締結。
- 札幌圏大学・短期大学単位互換協定 (Green Campus)
（北星学園大学・札幌大学・札幌学院大学・札幌国際大学・東海大学（札幌キャンパス）・藤女子大学・北翔大学・酪農学園大学・札幌国際大学短期大学部・北星学園大学短期大学部・北翔大学短期大学部）

eラーニングに関心を持つ大学で構成される大学eラーニング協議会に加盟。文京学院大学とは集中講義をはじめとする交流事業を実施。広島修道大学や駿河台大学とは国内留学協定をそれぞれ締結。他に、高等学校と連携した高大ブリッジ講義（出張講義）も展開している。
ブレズレン大学連盟校（BCA）
- ゴーシェン大学
- ドゥポー大学
- ベセル大学
- メサイア大学
- エリザベスタウン大学
- ジュニアータ大学
- イースタン・メノナイト大学
- フレズノ・パシフィック大学
- ブリッジウォーター大学
- マクファーソン大学
- ラ・バーン大学
- マンチェスター大学

（以上、アメリカ）
その他の提携校
- ブエナ・ビスタ大学（アメリカ）
- ルイス&クラーク大学（アメリカ）
- セント・トーマス大学（カナダ）
- アルゴマ大学（カナダ）
- リバプールジョン・モーズ大学（イギリス）
- セントラル・ランカシャー大学（イギリス）
- リージェンツ・カレッジ（イギリス）
- カトリック大学校（韓国）
- 大連外国語大学（中国）
- 東海大学（台湾）
- サンパブロ大学（スペイン）
- ネブリハ大学（スペイン）
- ジュネーブ　ビジネススクール（スイス）
- マラナタ　クリスチャン大学（インドネシア）

## 大学関係者と出身者
- 北星学園大学の人物一覧